# Ernst Wilhelm Wagner
Ernst Wilhelm Wagner (* 11. Februar 1857 in Anklam; † nach 1927) war ein deutscher Gymnasialdirektor in Königsberg i. Pr.

## Leben
Wagners Vater Gustav Heinrich Wagner war von 1863 bis 1878 Direktor des Collegium Fridericianum, an dem Ernst Wilhelm das Abitur machte. Er studierte an der Albertus-Universität und promovierte zum Dr. phil. Während seines Studiums wurde er im Winter-Semester 1875/76 Mitglied der Burschenschaft Teutonia Königsberg. Ab 1878 war er Lehrer am Friedrichs-Kolleg. 1885 kam er als Oberlehrer und Gymnasialprofessor an das Königliche Wilhelms-Gymnasium in Königsberg. Nachdem er 1900 in Wehlau und 1901 in Insterburg Direktor des Gymnasiums geworden war, war er von 1903 bis 1922 Direktor des Wilhelms-Gymnasiums.
1917 wurde ihm der Charakter Geheimrat verliehen. Nach seiner Pensionierung hielt er die Weiherede, als eine Ehrentafel für die im Ersten Weltkrieg gefallenen Schüler des Wilhelms-Gymnasiums enthüllt wurde.